# Rue du Château-d'Eau
Rue du Château-d'Eau är en gata i Quartier de la Porte-Saint-Denis i Paris 10:e arrondissement. Rue du Château-d'Eau, som börjar vid Boulevard de Magenta 1 och slutar vid Rue du Faubourg-Saint-Denis 68, är uppkallad efter en fontän, som stod på Place de la République, tidigare benämnd Place de Château-d'Eau. Fontänen Château-d'Eau ritades av ingenjören Pierre-Simon Girard och invigdes år 1811.
Vid Rue du Château-d'Eau 39 finns Paris minsta bostadshus. Huset är cirka 1,20 meter brett och 5 meter högt.

## Omgivningar
- Saint-Eustache
- Saint-Vincent-de-Paul de Paris
- Notre-Dame-de-Bonne-Nouvelle
- Saint-Martin-des-Champs
- Garde de l'Est
- Jardin Villemin
- Musée du Chocolat

## Bilder
| - Rue du Chat-qui-Pêche 39 med Paris minsta bostadshus. - Fontänen Château-d'Eau. - Fontänen Château-d'Eau år 1855. |

## Kommunikationer
- Tunnelbana – linje  – Château d'Eau
- Tunnelbana – linjerna      – République
- Busshållplats Jacques Bonsergent – Paris bussnät, linje 56